# Amory
La ville américaine d’Amory est située dans le comté de Monroe, dans l’État du Mississippi. Lors du recensement de 2010, sa population s’élevait à 7 316 habitants.

## Source
- (en) Cet article est partiellement ou en totalité issu de l’article de Wikipédia en anglais intitulé « Amory, Mississippi » (voir la liste des auteurs).